# 细梗油丹
细梗油丹（学名：Alseodaphne gracilis）为樟科油丹属下的一个种。其种加词来源于拉丁文“gracilis”，意为“纤细的”。